# Angraecum infundibulare
Angraecum infundibulare là một loài lan.

## Hình ảnh

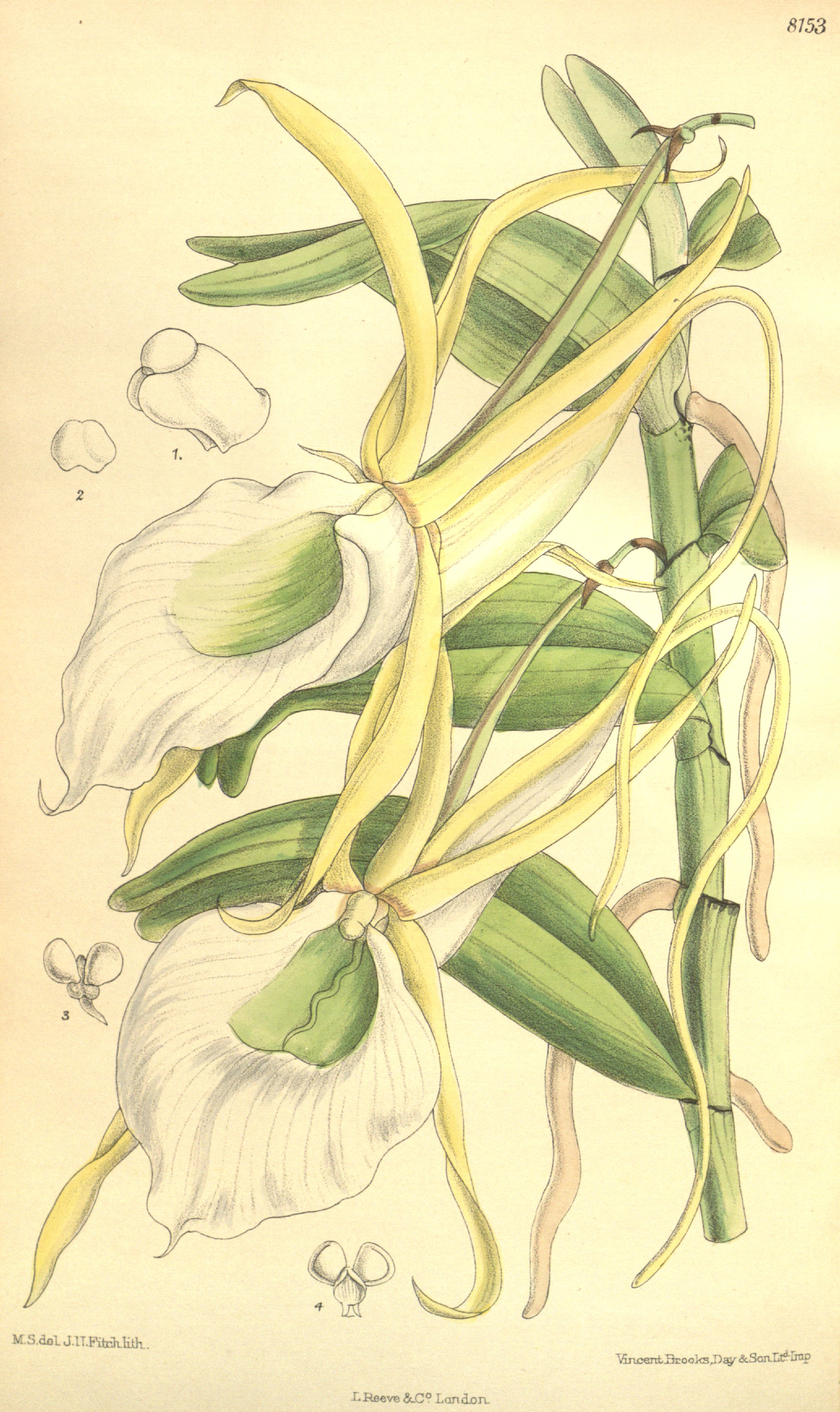
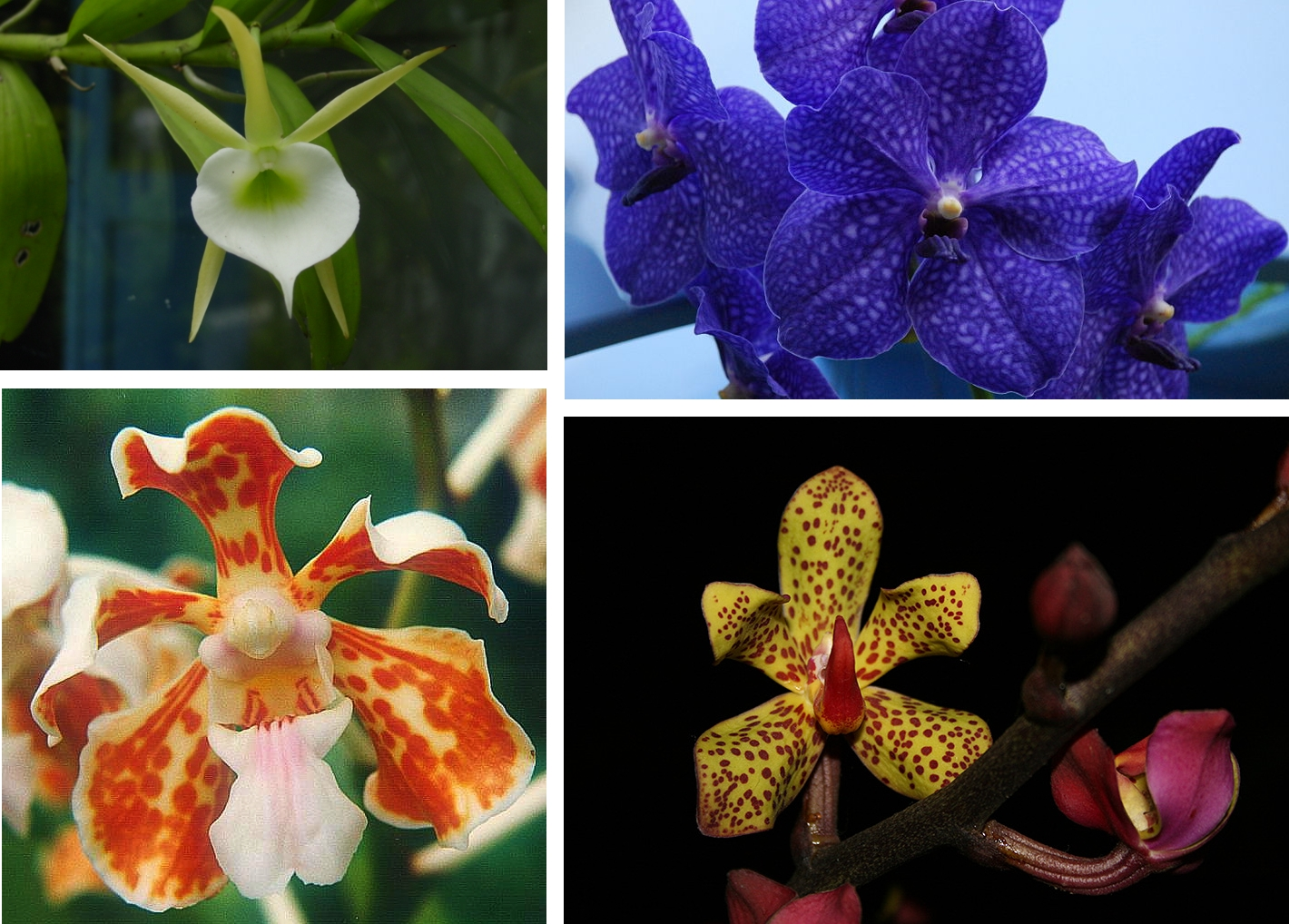